# Сан Пјетро (Козенца)
Сан Пјетро је насеље у Италији у округу Козенца, региону Калабрија.
Према процени из 2011. у насељу је живело 686 становника. Насеље се налази на надморској висини од 243 м.